# Pegoplata picipes
Pegoplata picipes är en tvåvingeart som först beskrevs av Johann Wilhelm Meigen 1826.  Pegoplata picipes ingår i släktet Pegoplata och familjen blomsterflugor.
Artens utbredningsområde är Tyskland. Inga underarter finns listade i Catalogue of Life.